# Holger Wiklund
Holger Olof Erik Wiklund, född den 18 november 1901 i Haparanda, död den 14 januari 1979 i Järfälla församling, Stockholms län, var en svensk jurist.
Wiklund blev diplomerad från Handelshögskolan i Stockholm 1922 och avlade juris kandidatexamen vid Stockholms högskola 1926. Han var biträdande jurist i Uppsala juridiska byrå 1927–1933 och bedrev egen advokatverksamhet i Uppsala 1933–1942. Wiklund blev ledamot av Sveriges Advokatsamfund 1931 och var styrelseledamot där 1936–1942, sekreterare 1942–1963 och generalsekreterare 1964–1968. Han var biträdande lärare vid Uppsala universitet 1937–1942 och i rättsvetenskap vid Handelshögskolan i Stockholm 1942–1956, varefter han promoverades till juris hedersdoktor i Uppsala 1957. Wiklund publicerade "Lös egendom" (i Norstedts juridiska handbok 1946), Advokats skadeståndsskyldighet (1953) och God advokatsed (1973). Han blev riddare av Vasaorden 1938 och av Nordstjärneorden 1947 samt kommendör av sistnämnda orden 1952 och kommendör av första klassen 1961.